# Resolució 2179 del Consell de Seguretat de les Nacions Unides
La Resolució 2179 del Consell de Seguretat de les Nacions Unides fou adoptada per unanimitat el 14 d'octubre de 2014. El Consell va ampliar el mandat de la Força Provisional de Seguretat de les Nacions Unides per a Abyei (UNISFA) per quatre mesos i mig fins al 28 de febrer de 2015.

## Contingut
El Consell va assenyalar que s'havien estancat els esforços del Sudan i Sudan del Sud per desmilitaritzar i posar en pràctica el mecanisme de vigilància conjunta de la frontera a causa que aquest darrer era en desacord amb la posició de la línia central, o va instar a les dues parts a reprendre el diàleg en comptes d'optar per la violència i les provocacions. També va demanar reprendre les negociacions sobre l'estatut final d'Abyei.
El Consell també era molt preocupats pel fet que encara no s'havien establert l'administració i la policia en aquesta regió, malgrat l'acord de 2011. Foren condemnades la presència de l'Exèrcit de Sudan del Sud, la policia de petroli sudanesa i les milícies Misseriya. Es va instar a desarmar la població i es va demanar a les autoritats que organitzessin una conferència de pau entre els Ngok Dinka i els caps Misseriya. També es va convidar a totes les parts a cooperar en la investigació sobre l'assassinat d'un casc blau d'UNISFA i un capità Ngok Dinka.
El 7 de setembre, la Comissió Nacional Electoral del Sudan va anunciar que inclouria Abyei en les eleccions de 2015. El Consell va afirmar que aquesta decisió constitueix un greu risc per a l'estabilitat de la regió.